# Мавзуна Чорієва
Мавзуна Чорієва  (тадж. Мавзуна Чориева, 1 жовтня 1992) — таджицька боксерка, олімпійська медалістка, бронзовий призер чемпіонату світу 2012, призер чемпіонатів Азії.

## Спортивна кар'єра
2010 року Мавзуна Чорієва стала чемпіонкою Азії, а на чемпіонаті світу програла в другому бою Кванітті Андервуд (США).
На чемпіонаті світу 2012 Чорієва перемогла чотирьох суперниць, у тому числі Антоніну Шевченко (Киргизстан) — RSC та Естель Мосселі (Франція) — 20-12, а у півфіналі програла Кеті Тейлор (Ірландія) — 6-16.

### Виступ на Олімпіаді 2012
У чвертьфіналі Мавзуна перемогла дворазову срібну призерку чемпіонатів світу, переможницю Азійських ігор 2010 китаянку Дон Чен — 13-8
У півфіналі програла Кеті Тейлор (Ірландія) — 9-17
| Олімпіада   | Дисципліна | Місце |
| ----------- | ---------- | ----- |
| Лондон 2012 | 60 кг      | =3    |

За успішний виступ на Олімпіаді мерія міста Душанбе подарувала Чорієвій трикімнатну квартиру, мерія рідного для Мавзуни міста Куляб — п'ятикімнатну квартиру, а Партія Ісламського відродження — двокімнатну квартиру.
На чемпіонаті Азії 2015 Чорієва завоювала бронзову медаль.
На чемпіонаті світу 2016 програла в першому бою Яні Алексєєвній (Азербайджан).

## Зовнішні посилання
- Досьє на sport.references.com [Архівовано 13 грудня 2012 у Wayback Machine.]
- Результати боїв в категорії до 60 кг на чемпіонаті світу 2012